# Julio Nuín
Julio Alberto Nuín (...) è un calciatore argentino, di ruolo centrocampista.

## Carriera

### Club
Ha sempre giocato nel campionato argentino.

### Nazionale
Con la maglia della Nazionale ha collezionato una sola presenza, nel 1959.

## Palmarès

### Nazionale
- Campeonato Sudamericano de Football: 1

Argentina 1959